# Adelsdorf
Adelsdorf er en kommune i Landkreis Erlangen-Höchstadt i Regierungsbezirk Mittelfranken i den tyske delstat Bayern.

## Geografi
Adelsdorf ligger i Industrieregion Mittelfranken.
Nabokommuner er (med uret fra nord):

Höchstadt an der Aisch, Hallerndorf, Heroldsbach, Hemhofen, Röttenbach, Heßdorf, Gremsdorf

### Inddeling
Ud over hovedbyen Adelsdorf er der følgende landsbyer og bebyggelser i kommunen:
| - Aisch - Nainsdorf - Neuhaus - Uttstadt | - Weppersdorf - Lauf - Wiesendorf - Heppstädt |